# 신둔 나들목
신둔 나들목(Sindun IC)은 경기도 이천시 신둔면 용면리와 고척리에 걸쳐 설치된 중부고속도로와 제2중부고속도로의 38-1번 교차로이다. 하이패스 전용 나들목이기 때문에 신둔 하이패스 나들목이라고도 불리며, 2017년 12월 20일에 개통되었다. 건설 당시 가칭은 이천 하이패스 나들목이었다.

## 연혁
- 2017년 3월 8일 : 2017년 12월까지 이천 하이패스 나들목 설치를 위해 경기도 이천시 신둔면 용면리, 고척리 270m 구간 도로구역 변경[1]
- 2017년 12월 20일 : 제2중부고속도로 하남 방향 331.5km 위치 하남방향 이천휴게소 내에 신둔 나들목으로 하이패스 나들목 개통[2]

## 구조물 정보
이천쌀휴게소 내에 설치되었으며 하이패스 이용 차량만 이용할 수 있다.
- 위치: 경기도 이천시 신둔면 용면리, 고척리
- 영업소: 경기도 이천시 신둔면 서이천로853번길 346-129

## 접속하는 도로
- 서이천로853번길

## 교통량 정보
| 요금소        | 통행량 (대/일) | 통행량 (대/일) | 통행량 (대/일) | 각주  |
| 요금소        | 2017년         | 2018년         | 2019년         | 각주  |
| ------------- | -------------- | -------------- | -------------- | ----- |
| 신둔 (폐쇄식) | 53             | 96             | 137            | [ 3 ] |

## 같이 보기
- 이천휴게소